# Ля-бемоль минор
Ля-бемоль минор (as-moll) — минорная тональность с тоникой ля-бемоль. При ключе — семь бемолей. Энгармонически равна соль-диез минору. Параллельная тональность — до-бемоль мажор (энгармонически равная си мажору).

## Некоторые произведения в этой тональности
Хотя ля-бемоль минор в качестве тональности модуляции используется довольно часто, но его редко можно встретить в качестве основной тональности. Известные случаи использования тональности в фортепианной музыке классического и романтического фортепианной музыке включают в себя:
- Похоронный марш в фортепианной сонате Людвига ван Бетховена № 12, соч. 26.
- В последней части фортепианной сонаты Бетховена № 31, соч. 110 (хотя при ключе стоят только 6 бемолей, а не 7).
- Первая пьеса «Aime-moi» («Люби меня») из монументального романа Шарля-Валентина "Alkan " Trois morceaux dans le genre
- Концерт Макса Бруха для двух фортепиано с оркестром, соч. 88a (хотя, по крайней мере, в одной транскрипции с двумя фортепиано используется написание с шестью бемолями, аналогично соч. 110 у Бетховена).
- Evocación из Книги I Иберии Исаака Альбениса .
- Леош Яначек использует его для своей сонаты для скрипки и сольного органа своей глаголитической мессы .
- Начало балета Игоря Стравинского « Жар-птица» .
- Ференц Лист, оригинальная версия Кампанеллы из Grandes этюды Паганини , впоследствии была переписана в соль-диез миноре .
- У Густав Малера в Девятой симфонии, начало третьей части звучит особенно агрессивно благодаря ля-бемоль минору[1].

Это также используется в саундтреке Фредерика Лоу к музыкальной пьесе 1956 года « Моя прекрасная леди» и в заставке мультсериала «Miraculous» ; хор Второго Слуги звучит в ля-бемоль миноре (предшествующий и последующий хоры — в тональностях, соответственно, на полутон ниже и выше).
Чаще всего произведения в минорном ладу с as-moll как тоники нотированы в энгармонической тональности соль-диез минор, потому что ключ у неё только пять диезов при ключе в отличие от семи бемолей данной тональности.
В некоторых ля-бемоль минорных произведениях при басовом ключе бемоль для F (фа) стоит над второй добавочной линейкой сверху. 

## Сноски
1. ↑  Например, в партитуре для арфы части Юпитер оркестровой сюиты Планеты Густава Холста.[2]